# James D. Taiclet
James Donald "Jim" Taiclet, Jr., född 13 maj 1960, är en amerikansk företagsledare som är styrelseordförande, VD och president för världens största försvarskoncern, amerikanska Lockheed Martin Corporation. Han har tidigare arbetat för United Technologies Corporation (1996–1999; exekutiv vicepresident); Honeywell International Inc. (1999–2001; chef för deras avdelning för rymdfart) och American Tower Corporation (2001–2020; COO, vd, ledamot och styrelseordförande).
Taiclet avlade kandidatexamen i ingenjörsvetenskap och internationella relationer vid United States Air Force Academy och en master i offentlig förvaltning vid Princeton University. Efter studierna tjänstgjorde han som bland annat befäl, pilot och flyginstruktör för USA:s flygvapen och där han deltog i bland annat Gulfkriget.